# Alexander Potyka
Alexander Potyka (* 9. April 1957 in Wien) ist ein österreichischer Verleger und Übersetzer.

## Leben
Alexander Potyka besuchte das Lycée Français de Vienne und studierte Publizistik in Wien. Er promovierte 1983 mit einer Dissertation zum Thema: „Das Kleine Blatt (1927-1934): Ideologie und Tagesgeschehen für den kleinen Mann“.
Während des Studiums gründete er mit Patricia Dreyfuss-Kahane das „Verlagsservice Dreyfuss & Potyka“. Es folgte eine Tätigkeit als freier Lektor und Übersetzer aus dem Französischen und Englischen, vorwiegend für den Molden Verlag Wien-München. Gemeinsam mit Patricia Dreyfuss-Kahane war er 1979–1984 Herausgeber der deutschsprachigen Ausgabe des Guides Bleus, „Blaue Führer“. 1982–1988 wirkte er als Herausgeber der deutschsprachigen Ausgabe des Guida rapida des Touring Club Italiano.
1984 gründete er mit Dorothea Löcker den Picus Verlag, den sie seitdem gemeinsam leiten. Er ist Übersetzer von zahlreichen Kinderbüchern, vorwiegend aus dem Französischen, Italienischen, Katalanischen und Englischen.
Gemeinsam mit Erhard Löcker gründete er 1987 die Arbeitsgemeinschaft Österreichische Privatverlage, eine Plattform unabhängiger österreichischer Verlage, deren Sprecher er ist.
1993–1995 war er Mitglied des Vorbereitungskomitees für den Österreich-Schwerpunkt auf der Frankfurter Buchmesse.
Von 2000 bis 2004 und seit 2013 amtiert er als Vorsitzender des Österreichischen Verlegerverbandes, von 2004 bis 2009 als Präsident des Hauptverbandes des Österreichischen Buchhandels. Unter seiner Präsidentschaft gründete der Verband 2008 die Buchmesse Buch Wien.
Seit 2000 ist er österreichischer Delegierter beim Europäischen Verlegerverband, Federation of European Publishers/Fédération des éditeurs européens, FEP/FEE.
Potyka ist des Weiteren Präsident der Verwertungsgesellschaft Literar-Mechana.

## Auszeichnungen
- 2003: Marietta und Friedrich Torberg-Medaille der Israelitischen Kultusgemeinde Wien. Laudatio Robert Schindel.[7]
- 2017: Österreichisches Ehrenkreuz für Wissenschaft und Kunst I. Klasse. Laudatio Doron Rabinovici.[8]